# Alim Latrèche
Alim Latrèche, né le 5 décembre 1979 à Grenoble, est un escrimeur handisport français, également engagé en tant qu'homme politique.

## Carrière
Alim Latrèche est sacré champion paralympique d'épée par équipes aux Jeux paralympiques d'été de 2004 à Athènes. 
Aux Jeux de Pékin quatre ans plus tard, il se classe sixième à l'épée et septième au fleuret.
Il obtient deux médailles de bronze en individuel et une médaille d'argent  par équipe aux Jeux paralympiques d'été de 2012 à Londres en catégorie B (tireurs sans équilibre du tronc), l'une en fleuret et l'autre en épée.
Il est nommé chevalier de la Légion d'honneur le 22 octobre 2004.
Il accepte de suppléer la candidate du parti Renaissance Camille Galliard-Minier en vue des élections législatives partielles de 2025 dans la première circonscription de l'Isère. Le binôme est élu.